# Hiram Almeida Estrada
Hiram Almeida Estrada (Ciudad de México, 8 de agosto de 1966) es un abogado, funcionario público y Secretario de Seguridad Pública de la Ciudad de México desde el 15 de diciembre de 2014 hasta el 4 de julio de 2018.

## Biografía
Es abogado por la Facultad de Derecho de la Universidad Nacional Autónoma de México, de la cual es docente.
Realizó estudios profesionales en Filosofía en Derecho, Derecho de Familia, Colegio de Notarios, Criminalística en Derecho Penal en la UNAM; Derecho Parlamentario Iberoamericano en el Instituto de Investigaciones Jurídicas de la Cámara de Diputados, Seminario de Ciencias Penales, Reformas y Consecuencias Institucionales en el Instituto de Investigaciones Jurídicas y Legislativas; Ciencia Política en el Instituto de Investigaciones Legislativas de la Cámara de Diputados, entre otros.
Durante su trayectoria como funcionario se desempeñó como Director de Operaciones en la Universidad Nacional Autónoma de México, Fiscal Desconcentrado en Investigación en las delegaciones Tlalpan, Miguel Hidalgo y Coyoacán; titular Jurídico del ISSSTE en la Delegación Estatal del Estado de Morelos, subdirector Técnico Normativo y Administrativo de los Servicios de Salud Pública del Distrito Federal y asesor de la Secretaria de Salud del Gobierno del Distrito Federal en materia de Regulación Sanitaria.
Fue responsable de la Contraloría Interna de la Procuraduría General de la República, secretario Técnico en la Secretaría de Comunicaciones y Transportes, asesor Técnico de la Dirección de Política Económica, Secretaría de Relaciones Exteriores, e investigador analista en el Instituto de Investigaciones Jurídicas y Legislativas de la Cámara de Diputados.